# Cees van Bladel
Cornelis Wilhelmus Nicolaas van Bladel –conocido como Cees van Bladel– (Eindhoven, 2 de mayo de 1962) es un deportista neerlandés que compitió en vela en la clase Tornado. Su hermano Wilhelmus también compitió en vela.
Ganó tres medallas en el Campeonato Europeo de Tornado entre los años 1983 y 1986.

## Palmarés internacional
| \| Campeonato Europeo \| Campeonato Europeo \| Campeonato Europeo \| Campeonato Europeo \| \| Año \| Lugar \| Medalla \| Clase \| \| ------------------ \| ------------------------ \| ------------------ \| ------------------ \| \| 1984 \| Medemblik (Países Bajos) \| Medalla de plata \| Tornado \| \| 1985 \| Varberg (Suecia) \| Medalla de bronce \| Tornado \| \| 1986 \| Travemünde (RFA) \| Medalla de oro \| Tornado \| |                          |                   |         |
| Campeonato Europeo |                          |                   |         |
| Año | Lugar                    | Medalla           | Clase   |
| 1984 | Medemblik (Países Bajos) | Medalla de plata  | Tornado |
| 1985 | Varberg (Suecia)         | Medalla de bronce | Tornado |
| 1986 | Travemünde (RFA)         | Medalla de oro    | Tornado |